# 殷尧藩
殷堯藩（?—?），字不詳，蘇州嘉興人。
生卒年不詳。工诗文，好山水。自言：“一日不见山水，便觉胸次尘土堆积，急须以酒浇之”。與韦应物友好。早年屢試不中，元和九年（814年）因杨汉公力荐，始登進士第。唐文宗大和二年，任永乐县令，不以政务为怀，唯好饮酒赏菊。大和七、八年間，潭州刺史李翱聘為长沙幕府。與马戴、沈亚之有唱和。在李翱的宴飲上有舞《柘枝》者，容语凄恻，得知是韋夏卿爱妾有女沦为乐妓，因感而赠詩曰：“姑苏太守青蛾女，流落长沙舞《柘枝》。满座绣衣皆不识，可怜红脸泪双垂。”李翱遂擇士而娶之。终官侍御史。有《诗集》一卷。